# Charles Lenormant

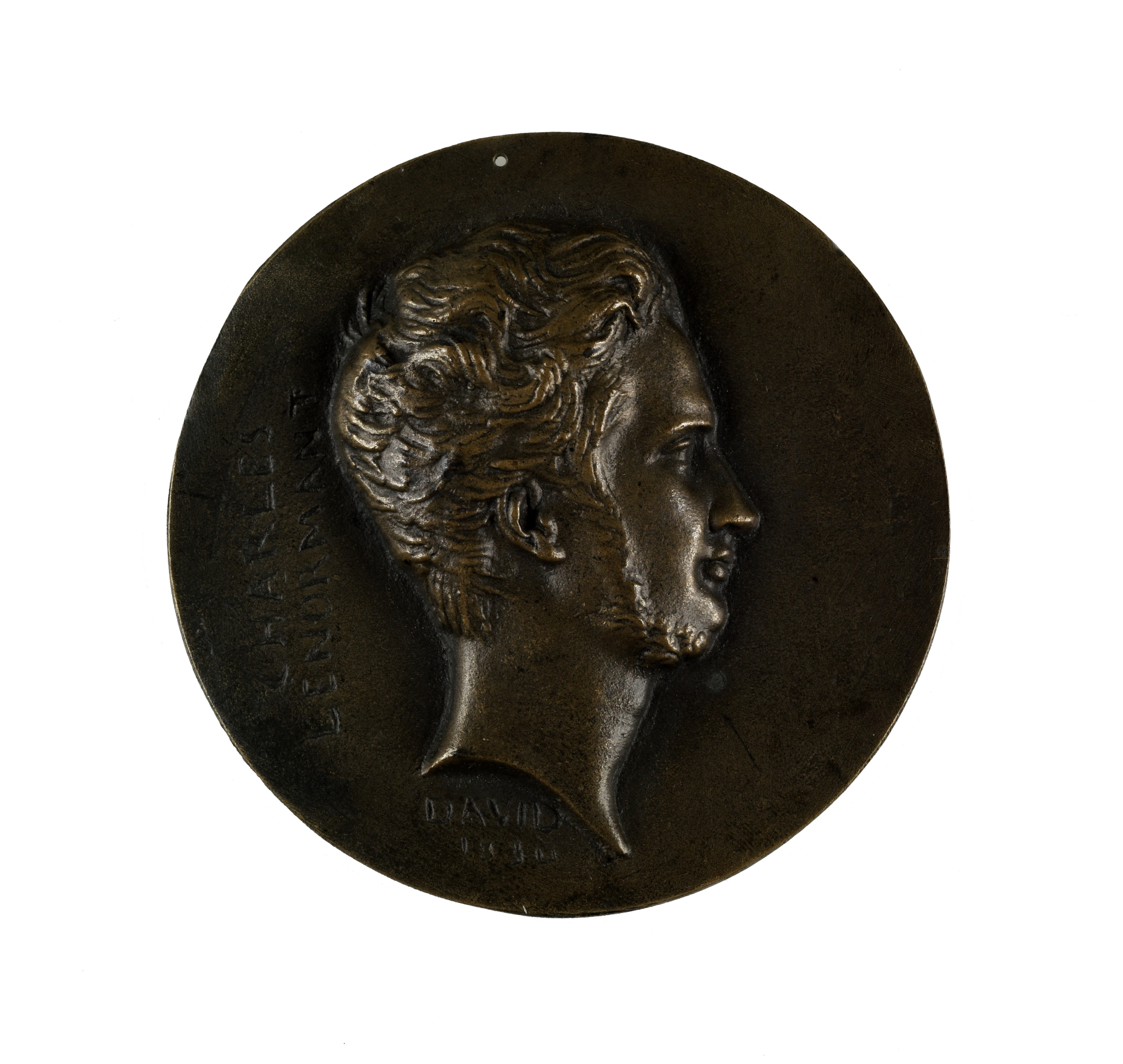
Medalla de Lenormant per d'Angers

Charles Lenormant (París, 1 de juny de 1802 - Atenes 22 de novembre de 1859) fou un arqueòleg, egiptòleg i numismàtic francès.
Després de realitzar els seus estudis al Lycée Charlemagne i al Lycée Napoléon, va començar a estudiar dret, però una visita a Itàlia i Sicília (1822-1823) el va convertir en un entusiasta arqueòleg. En 1825 va ser nomenat sotsinspector de belles arts i uns mesos després es va casar amb Amelia Syvoct, neboda i filla adoptiva de la famosa Juliette Récamier. Va visitar Itàlia, Bèlgica i el Països Baixos, i acompanyà Jean-François Champollion a Egipte, on es va dedicar a l'estudi de les obres arquitectòniques.
Més tard va viatjar a través de Grècia com a director adjunt del departament d'arqueologia de la comissió científica de la Morea. Al seu retorn va ser nomenat bibliotecari a la Biblioteca de l'Arsenal. En 1836 va ser nomenat comissari de llibres impresos a la Biblioteca Reial, i en 1839 va ser elegit membre de l'Académie des inscriptions et belles-lettres. El 1840 fou nomenat conservador-adjunt al Departament de monedes, medalles i antiguitats de la Biblioteca Nacional de França.
François Guizot, que es va convertir en ministre d'Afers exteriors en 1841, va enviar Lenormant en una missió a Grècia. En tornar d'aquesta segona visita a Orient, Lenormant va continuar les seves classes a la Sorbona, i va fer un estudi particular de la civilització cristiana en les seves fonts. Aquest estudi el va convertir en un veritable cristià, i des d'aquest moment les seves conferències va fer palesa la seva profunda fe catòlica. Li va donar veu a les seves conviccions en les seves Questions historiques (Paris 1845), en la seva obra Associations religieuses dans la société chrétienne (París 1866), i en molts articles de la revista catòlica francesa Correspondant. Els seus escrits van influir en gran manera en la qüestió tan debatuda de la llibertat d'ensenyament (liberté d'enseignement).
En 1846, els estudiants de la Sorbona, com a represàlia per la seva participació en la supressió de la càtedra d'Edgar Quinet, obligaren Lenormant a renunciar a la seva càtedra. A continuació, se li va donar la direcció editorial del Correspondant, càrrec al qual renunciaria el 1855. En 1848 va ser nomenat director de la comissió de monuments històrics, i en 1849, amb el vot gairebé unànime dels membres de l'acadèmia, fou nomenat per a la càtedra d'arqueologia al Collège de France. A partir de llavors es va dedicar per complet a l'ensenyament de l'arqueologia egípcia. Va morir en una expedició realitzada a fi d'iniciar el seu fill en el coneixement dels monuments de l'antiguitat. La seva tomba es troba al turó Kolonós d'Atenes, al costat de la de Karl Otfried Müller.

## Obres publicades
Molts articles escrits per Lenormant van aparèixer als Annales de l'Institut archéologique de Rome, les Mémoires de l'Académie des Inscriptions, la Revue de Numismatique, i el Correspondant. Les seves principals obres independents publicades són:
- Les Artistes contemporains (Parçis, 1833, 2 vols.)
- Introduction à l'histoire de l'Asie occidentale (París, 1838)
- Musée des Antiquités égyptiennes (París, 1842)
- Questions historiques (París, 1845)

juntament amb dues valuoses col·leccions:
- Trésor de numismatique et de glyptique (París, 1834—50) (en col·laboració amb Paul Delaroche i Henriquel Dupont)
- Élite des monuments céramographiques (1844—58) (amb Jean de Witte).